# Kees Rijnsdorp
Cornelis (Kees) Rijnsdorp (Rotterdam, 19 september 1894 - Rotterdam, 12 februari 1982) was een Nederlands schrijver en recensent van protestantse signatuur.

## Levensloop
Kees Rijnsdorp werd als jongste van zes kinderen geboren in een slagersgezin in Delfshaven (Rotterdam). Zijn vader was ziekelijk gedurende zijn jeugd en overleed toen hij zestien was. Hij volgde de ulo en werd kantoorbeambte. In 1912 werd hij bewust christen na een sterke godsdienstige ervaring. Hij kreeg tussen 1910 en 1916 muzieklessen van Johan C. Berghout. Hij trouwde in 1921 met Anna Maria Gerber. Hij werkte van 1908 tot 1954 bij verschillende handelskantoren en banken. Tussen 1954 en 1960 was hij docent antropologie aan de Christelijke Academie voor Lichamelijke Opvoeding in Rotterdam en Arnhem.

## Werk
Rijnsdorp debuteerde in 1923 als schrijver in Stemmen des Tijds, maandblad voor christendom en cultuur. Tussen 1937 en 1942 was hij muziekrecensent van De Standaard, een antirevolutionair dagblad. Hij had een bijzondere belangstelling voor de muziek van Beethoven en Wagner. Rijnsdorp was van 1938-1940 redacteur van het christelijk-literaire tijdschrift Opwaartsche Wegen en tussen 1946-1956 redacteur van het algemeen-culturele tijdschrift Ontmoeting. Hij heeft daarnaast veel bijgedragen aan het tijdschrift De Reformatie en het dagblad Trouw. Hij was tevens medewerker van de NCRV.
Hij heeft samengewerkt met G. Kuiper, E.L. Smelik, J.W. Schulte Nordholt, K. Heeroma, Ad den Besten, Jan Wit en Willem Barnard aan het nieuwe Liedboek voor de Kerken (1973). Lied 476 uit die bundel – Eeuwig Woord, U willen wij bezingen – is van zijn hand.
Rijnsdorp maakte in 1959 deel uit van de jury van de P.C. Hooft-prijs. Hij is ook jurylid geweest van de Prijs voor de literaire kritiek (1966) en de Anna Blaman Prijs (1966-1968).
Hij heeft gedichten, romans, essays, dagboeken en kritieken geschreven waarin hij zich rekenschap gaf van de spanning en wederkerigheid tussen christendom en cultuur.

## Erkenning

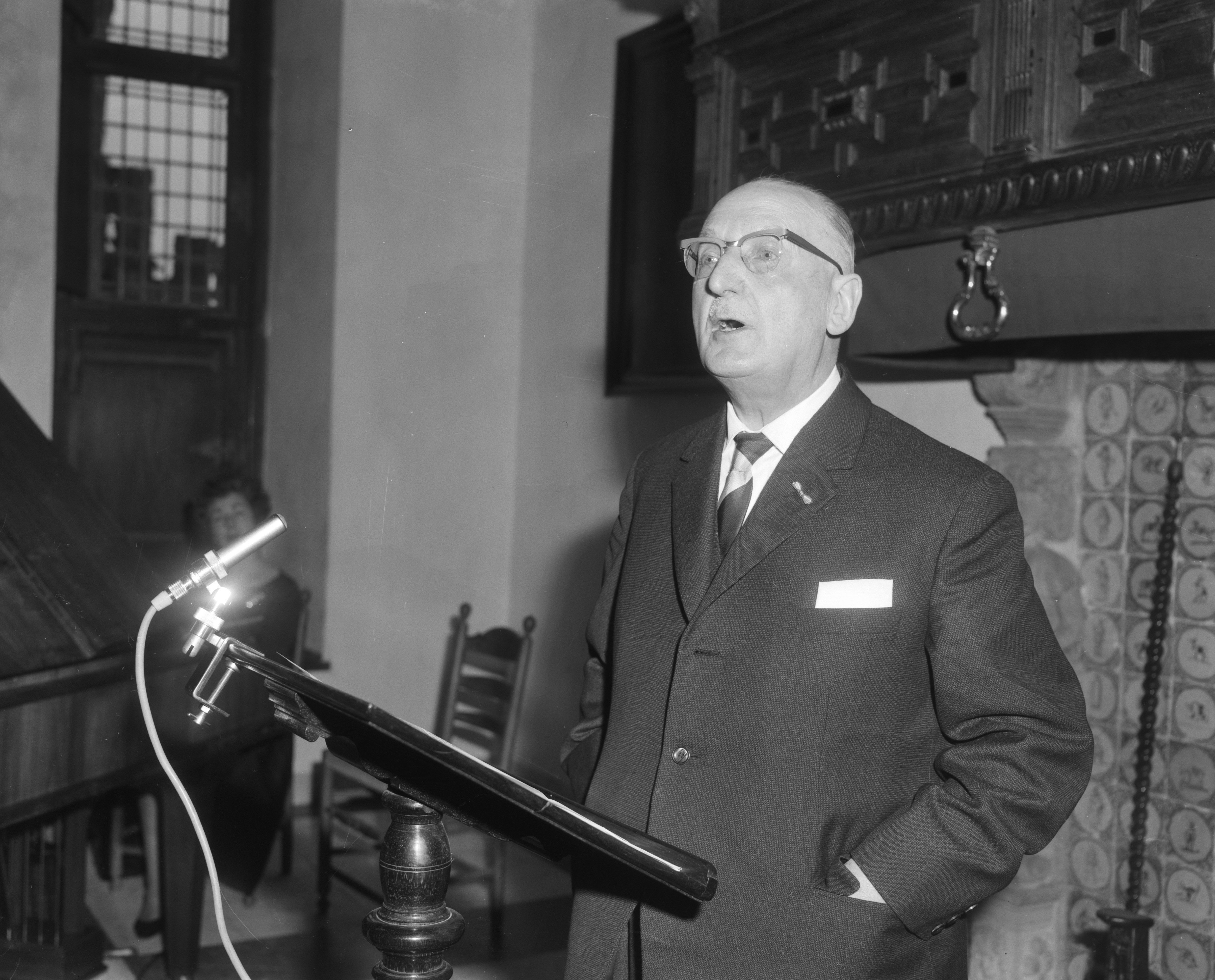
Presentatie bij uitreiking Prijs voor de literaire kritiek in het Muide (1964)

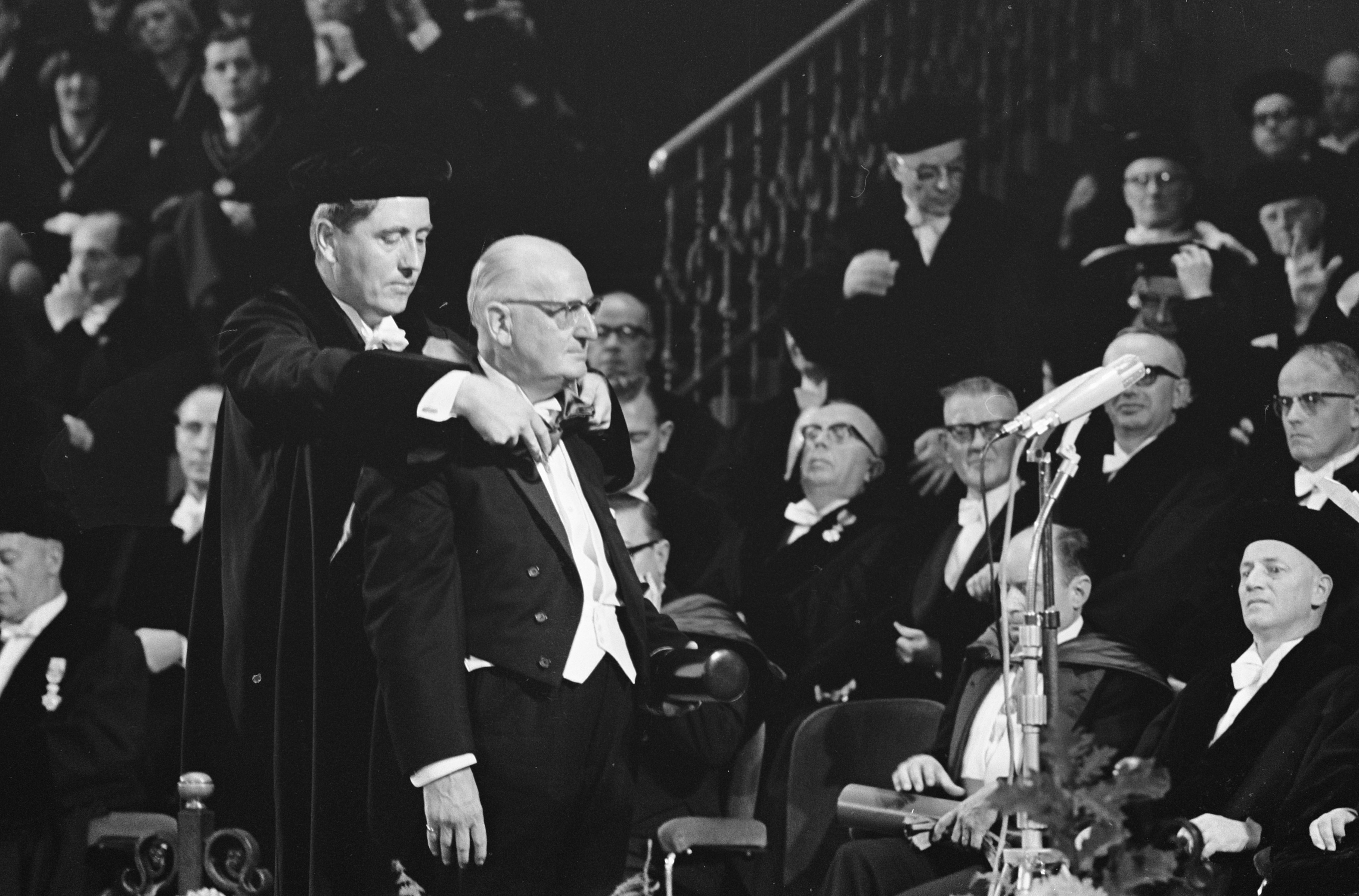
Eredoctoraar Vrije Universiteit (1965)

- 1950: Lid van de Maatschappij der Nederlandse Letterkunde
- 1957: Ridder in de Orde van Oranje-Nassau
- 1964: Prijs voor de literaire kritiek van de Maatschappij der Nederlandse Letterkunde
- 1965: Eredoctoraat in de letteren van de Vrije Universiteit (Amsterdam)
- 1991: De Dr. C. Rijnsdorp-prijs wordt ingesteld voor literaire prestaties op het grensvlak van christendom en cultuur. De prijs werd eens per drie jaar uitgereikt. In 2012 werd de Stichting die de prijs uitreikte opgeheven. De volgende personen ontvingen de prijs: 1993, Literator Guillaume van der Graft (pseud. van dr. W. Barnard); 1998, Beeldend kunstenaar en graficus Ko Oosterkerk († 2012); 2001, Componist en muziekdocent Maurice Pirenne en 2010, Dichter Jaap Zijlstra.

## Publicaties
Gedichten
- Bazuinen klinken in 't verschiet. Bevrijdingslied, 1945
- Emmaüsgangers 1945, 1946
- Dit wonderbaarlijk kind. Een kerstdeclamatorium, 1946
- Vloedlijn, 1954

Romans en verhalen
- Koningskinderen (roman), 1931
- Kostgangers Gods (verhalen), 1934
- Eldert Holier (roman), 1938
- Mijn Vader, mijn Vader... (roman), 1946
- Ik volg je tot Istanboel, 1959
- De schuldige, een verhaal uit het begin van deze eeuw, 1970

Dagboeken
- Literair dagboek 1940-1950, 1974 (Online beschikbaar in de DBNL; zie externe link)
- Laatste gedachten (1978-1982), 1982
- Lage zon, lange schaduwen, 1982

Beschouwingen
- Ter zijde. Beschouwingen over literatuur en muziek, Amsterdam, 1935
- In drie etappen, Baarn, 1952
- Op zoek naar het geheim, Baarn, 1954
- Aan de driesprong van kunst, wetenschap en religie, Baarn, 1964
- In de greep van het reusachtige. Een literator over calvinisme, Kampen, 1966
- In het spanningsveld van de Geest, Kampen, 1968
- Wij zijn de vaders. Kanttekeningen bij een overgangssituatie, Kampen, 1972
- Balkon op de wereld, Amsterdam, 1973
- Vrij en gebonden (geschiedenis NCRV; samen met H. Algra en B. van Kaam), Hilversum, 1974
- Gefascineerd door het laatste Bijbelboek. Poging tot een 'muzische' benadering, Baarn, 1975
- Christendom en cultuur in bloei en crisis, Kampen, 1976
- Veranderend Nederland onder Juliana, 's-Gravenhage, 1979
- Christelijke organisaties in discussie, 1980